# Zadalcera fumata
Zadalcera fumata is een vlinder uit de familie van de Dalceridae. De wetenschappelijke naam van de soort is voor het eerst geldig gepubliceerd in 1894 door Schaus.